# Coleophora helianthemella
Coleophora helianthemella é uma espécie de mariposa do gênero Coleophora pertencente à família Coleophoridae.